# Dalniaja Gatka
Dalniaja Gatka (ros. Дальняя Гатка) – osiedle typu wiejskiego w zachodniej Rosji, w sielsowiecie wołokonskim rejonu bolszesołdatskiego w obwodzie kurskim.

## Geografia
Miejscowość położona jest 2 km od centrum administracyjnego sielsowietu wołokonskiego (Wołokonsk), 12,5 km od centrum administracyjnego rejonu (Bolszoje Sołdatskoje), 61 km od Kurska.

## Demografia
W 2010 r. miejscowość zamieszkiwały 42 osoby.